# 55.º Regimiento Antiaéreo (o)
El 55° Regimiento Antiaéreo (o) (Flak-Regiment. 55 (o)) fue una unidad de la Luftwaffe durante la Segunda Guerra Mundial.

## Historia
Fue formado en enero de 1943 en München.

## Comandantes
- Coronel Heinrich Schweisguth – (7 de enero de 1943 – abril de 1945)

## Servicios
- 1 de noviembre de 1943: en München como Grupo Antiaéreo Sur München, bajo la 4° Brigada Antiaérea, con 456° Regimiento Pesado Antiaéreo (o), 384° Regimiento Pesado Antiaéreo (o), 571° Regimiento Pesado Antiaéreo (o), 768° Regimiento Ligero Antiaéreo (o) y Ausw.Zug 249 (o).
- 1 de enero de 1944: en München como Grupo Antiaéreo Sur München, bajo la 4° Brigada Antiaérea, con 384° Regimiento Pesado Antiaéreo (o), 456° Regimiento Pesado Antiaéreo (o), 571° Regimiento Pesado Antiaéreo (o) y 768° Regimiento Ligero Antiaéreo (o).
- 1 de febrero de 1944: en München como Grupo Antiaéreo Sur München, bajo la 4° Brigada Antiaérea, con 384° Regimiento Pesado Antiaéreo (o), 456° Regimiento Pesado Antiaéreo (o), 571° Regimiento Pesado Antiaéreo (o) y 768° Regimiento Ligero Antiaéreo (o).
- 1 de marzo de 1944: en München como Grupo Antiaéreo Sur München, bajo la 4° Brigada Antiaérea, con 2.-4./227° Regimiento Pesado Antiaéreo (E), 384° Regimiento Pesado Antiaéreo (o), 456° Regimiento Pesado Antiaéreo (o), 571° Regimiento Pesado Antiaéreo (o), 768° Regimiento Ligero Antiaéreo (o), 3./844° Regimiento Ligero Antiaéreo (o), 2./884° Regimiento Ligero Antiaéreo (o) y 201./VII Batería de Pesada de Campo Antiaéreo, 204./VII Batería de Pesada de Campo Antiaéreo, 209./VII Batería de Pesada de Campo Antiaéreo, 222./VII Batería de Pesada de Campo Antiaéreo, 223./VII Batería de Pesada de Campo Antiaéreo, 226./VII Batería de Pesada de Campo Antiaéreo, 228./VII Batería de Pesada de Campo Antiaéreo.
- 1 de abril de 1944: en München como Grupo Antiaéreo Sur München, bajo la 4° Brigada Antiaérea, con 2, 4./506° Regimiento Pesado Antiaéreo (o), 2./227° Regimiento Pesado Antiaéreo (E), 384° Regimiento Pesado Antiaéreo (o), 456° Regimiento Pesado Antiaéreo (o), 571° Regimiento Pesado Antiaéreo (o), 768° Regimiento Ligero Antiaéreo (o), 6121° Batería Antiaérea z.b.V., 9./VII Batería Ligera de Campo Antiaéreo y 201/.VII Batería de Pesada de Campo Antiaéreo, 204./VII Batería de Pesada de Campo Antiaéreo, 209./VII Batería de Pesada de Campo Antiaéreo, 222./VII Batería de Pesada de Campo Antiaéreo, 223./VII Batería de Pesada de Campo Antiaéreo.
- 1 de mayo de 1944: en München como Grupo Antiaéreo Sur München, bajo la 26° División Antiaérea, con 2, 4./506° Regimiento Pesado Antiaéreo (o), 1./514° Regimiento Pesado Antiaéreo (o), 6./135° Regimiento Pesado Antiaéreo (o), 2./227° Regimiento Pesado Antiereo (o), 8./245° Regimiento Pesado Antiaéreo (o), 6./371° Regimiento Pesado Antiaéreo (o), 384° Regimiento Pesado Antiaéreo (o), 456° Regimiento Pesado Antiaéreo (o), 571° Regimiento Pesado Antiaéreo (o), 768° Regimiento Ligero Antiaéreo (o), 6121° Batería Antiaérea z.b.V., 9./VII Batería Ligera de Campo Antiaéreo y 201/.VII Batería de Pesada de Campo Antiaéreo, 204./VII Batería de Pesada de Campo Antiaéreo, 209./VII Batería de Pesada de Campo Antiaéreo, 222./VII Batería de Pesada de Campo Antiaéreo, 223./VII Batería de Pesada de Campo Antiaéreo, 228./VII Batería de Pesada de Campo Antiaéreo.
- 1 de junio de 1944: en München como Grupo Antiaéreo Sur München, bajo la 26° División Antiaérea, con 1./514° Regimiento Pesado Antiaéreo (o), 6./135° Regimiento Pesado Antiaéreo (o), 8./245° Regimiento Pesado Antiaéreo (o), 6./371° Regimiento Pesado Antiaéreo (o), 384° Regimiento Pesado Antiaéreo (o), 571° Regimiento Pesado Antiaéreo (o), 768° Regimiento Ligero Antiaéreo (o), 3./844° Regimiento Ligero Antiaéreo (o), 9./VII Batería Ligera de Campo Antiaéreo, 28./VII Batería Ligera de Campo Antiaéreo, 16./VII Batería Ligera de Campo Antiaéreo, 18./VII Batería Ligera de Campo Antiaéreo, 42./VII Batería Ligera de Campo Antiaéreo, 27./VII Batería Ligera de Campo Antiaéreo, 201/.VII Batería de Pesada de Campo Antiaéreo, 204./VII Batería de Pesada de Campo Antiaéreo, 209./VII Batería de Pesada de Campo Antiaéreo, 222./VII Batería de Pesada de Campo Antiaéreo, 223./VII Batería de Pesada de Campo Antiaéreo, 228./VII Batería de Pesada de Campo Antiaéreo, 234./VII Batería de Pesada de Campo Antiaéreo, 213./VI Batería de Pesada de Campo Antiaéreo y le.Alarm-Flak-Bttr. 3./VII.
- 1 de julio de 1944: en München como Grupo Antiaéreo Sur München, bajo la 26° División Antiaérea, con s1./514° Regimiento Pesado Antiaéreo (o), 6./135° Regimiento Pesado Antiaéreo (o), 8./245° Regimiento Pesado Antiaéreo (o), 6./371° Regimiento Pesado Antiaéreo (o), 384° Regimiento Pesado Antiaéreo (o), 571° Regimiento Pesado Antiaéreo (o), 1., 3./506° Regimiento Pesado Antiaéreo (o), l768° Regimiento Ligero Antiaéreo (o), 2.-3./844° Regimiento Ligero Antiaéreo (o), 2.VII Batería Ligera de Campo Antiaéreo, 16./VII Batería Ligera de Campo Antiaéreo, 18./VII Batería Ligera de Campo Antiaéreo, 27./VII Batería Ligera de Campo Antiaéreo, 42./VII Batería Ligera de Campo Antiaéreo, le.Alarm-Flak-Bttr. 3./VII y 201/.VII Batería de Pesada de Campo Antiaéreo, 204./VII Batería de Pesada de Campo Antiaéreo, 222./VII Batería de Pesada de Campo Antiaéreo, 223./VII Batería de Pesada de Campo Antiaéreo, 228./VII Batería de Pesada de Campo Antiaéreo, 234./VII Batería de Pesada de Campo Antiaéreo.
- 1 de agosto de 1944: en München como Grupo Antiaéreo Sur München, bajo la 26° División Antiaérea, con 384° Regimiento Pesado Antiaéreo (o), 506° Regimiento Pesado Antiaéreo (o), 571° Regimiento Pesado Antiaéreo (o), 1./514° Regimiento Pesado Antiaéreo (o), 8./245° Regimiento Pesado Antiaéreo (o), 6./371° Regimiento Pesado Antiaéreo (o), 6./135° Regimiento Pesado Antiaéreo (o), 202/.VII Batería de Pesada de Campo Antiaéreo, 204./VII Batería de Pesada de Campo Antiaéreo, 213./VII Batería de Pesada de Campo Antiaéreo, 222./VII Batería de Pesada de Campo Antiaéreo, 233./VII Batería de Pesada de Campo Antiaéreo, 234./VII Batería de Pesada de Campo Antiaéreo), Stab/768° Regimiento Ligero Antiaéreo (o) con 7 baterías (1.-2., 5.-6., 8./768° Regimiento Ligero Antiaéreo (o), 2./884° Regimiento Ligero Antiaéreo (o), 3./844° Regimiento Ligero Antiaéreo (o)), 9./VII Batería Ligera de Campo Antiaéreo, 27./VII Batería Ligera de Campo Antiaéreo, 42./VII Batería Ligera de Campo Antiaéreo, 16./VII Batería Ligera de Campo Antiaéreo, 18./VII Batería Ligera de Campo Antiaéreo) y le.Alarm-Flak-Bttr. (3./VII, 27./VII).
- 1 de septiembre de 1944: en München como Grupo Antiaéreo Sur München, bajo la 26° División Antiaérea, con el Stab/ 384° Regimiento Pesado Antiaéreo (o) con 6 baterías (1., 3., 5.-8./ 384° Regimiento Pesado Antiaéreo (o)); Stab/506° Regimiento Pesado Antiaéreo (o) con 9 baterías (1.-5./506° Regimiento Pesado Antiaéreo (o), 6./135° Regimiento Pesado Antiaéreo (o), 8./245° Regimiento Pesado Antiaéreo (o), 6./371° Regimiento Pesado Antiaéreo (o), 1./514° Regimiento Pesado Antiaéreo (o)); Stab/571° Regimiento Pesado Antiaéreo (o) con 12 baterías (1.-8./571° Regimiento Pesado Antiaéreo (o), 203./VII Batería de Pesada de Campo Antiaéreo, 204./VII Batería de Pesada de Campo Antiaéreo, 223./VII Batería de Pesada de Campo Antiaéreo, 234./VII Batería de Pesada de Campo Antiaéreo); 202./VII Batería de Pesada de Campo Antiaéreo, 213./VII Batería de Pesada de Campo Antiaéreo y 222./VII Batería de Pesada de Campo Antiaéreo.
- 1 de octubre de 1944: en München como Grupo Antiaéreo Sur München, bajo la 26° División Antiaérea, con el Stab/384° Regimiento Pesado Antiaéreo (o) con 6 baterías (1., 3., 5.-8./384° Regimiento Pesado Antiaéreo (o)); Stab/506° Regimiento Pesado Antiaéreo (o) con 4 baterías (5./506° Regimiento Pesado Antiaéreo (o), 8./245° Regimiento Pesado Antiaéreo (o), 6./371° Regimiento Pesado Antiaéreo (o), 1./514° Regimiento Pesado Antiaéreo (o)); Stab/571° Regimiento Pesado Antiaéreo (o) con 13 baterías (1.-8./571° Regimiento Pesado Antiaéreo (o), 4./458° Regimiento Pesado Antiaéreo (o), 203./VII Batería de Pesada de Campo Antiaéreo, 204./VII Batería de Pesada de Campo Antiaéreo, 223./VII Batería de Pesada de Campo Antiaéreo, 234./VII Batería de Pesada de Campo Antiaéreo); 202./VII Batería de Pesada de Campo Antiaéreo, 213./VII Batería de Pesada de Campo Antiaéreo y 222./VII Batería de Pesada de Campo Antiaéreo.
- 1 de noviembre de 1944: en München como Grupo Antiaéreo Sur München, bajo la 26° División Antiaérea, con el Stab/384° Regimiento Pesado Antiaéreo (o) con 6 baterías (1., 3., 5.-8./384° Regimiento Pesado Antiaéreo (o)); 8./245° Regimiento Pesado Antiaéreo (o); 6./371° Regimiento Pesado Antiaéreo (o); Stab/571° Regimiento Pesado Antiaéreo (o) con 10 baterías (1., 5.-8./571° Regimiento Pesado Antiaéreo (o), 4./458° Regimiento Pesado Antiaéreo (o), 203./VII Batería de Pesada de Campo Antiaéreo, 204./VII Batería de Pesada de Campo Antiaéreo, 223./VII Batería de Pesada de Campo Antiaéreo, 234./VII Batería de Pesada de Campo Antiaéreo); 6./705° Regimiento Pesado Antiaéreo (o); 202./VII Batería de Pesada de Campo Antiaéreo, 213./VII Batería de Pesada de Campo Antiaéreo y 222./VII Batería de Pesada de Campo Antiaéreo.
- 1 de diciembre de 1944: en München como Grupo Antiaéreo Sur München, bajo la 26° División Antiaérea, con el Stab/571° Regimiento Pesado Antiaéreo (o) con 13 baterías (1., 5., 6., 8./571° Regimiento Pesado Antiaéreo (o), 6./371° Regimiento Pesado Antiaéreo (o), 8./384° Regimiento Pesado Antiaéreo (o), 202./VII Batería de Pesada de Campo Antiaéreo, 204./VII Batería de Pesada de Campo Antiaéreo, 213./VII Batería de Pesada de Campo Antiaéreo, 222./VII Batería de Pesada de Campo Antiaéreo, 223./VII Batería de Pesada de Campo Antiaéreo, 234./VII Batería de Pesada de Campo Antiaéreo).
- abril de 1945: bajo el IV Cuerpo Antiaéreo.